# Carles de Montegranelli
Carlo di Bandino (Comtat de Monte Granelli, Romagna Toscana, ca. 1330 - Venècia, 15 de setembre de 1417) fou un noble toscà que va fer vida religiosa i va fundar la Congregació dels Eremites de Sant Jeroni de Fiesole. És venerat com a beat per l'Església catòlica.
Carlo di Bandino dei Conti Guidi, de la família dels comtes Guidi di Romena o de Monte Granelli, va néixer cap al 1330 al comtat de Monte Granelli (Romanya Florentina, a les províncies de Florència i Forlì); com era previsible, va seguir la carrera militar, però encara jove va deixar-la per consagrar-se a la religió. Va fer-se sacerdot a Florència, on va fer apostolat. Així i tot, volia apartar-se del món i va decidir en 1360 marxar a fer vida eremítica a la muntanya de Fiesole.
Probablement Cosme el Vell li va donar el terreny on visqué i on construí una cel·la i una capella dedicada a Sant Jeroni d'Estridó, vivint-hi com a eremita. El seu exemple va atreure altres joves que volien dedicar-se a la pregària com ell i l'eremitori va haver d'ampliar-se, construint-hi més cel·les. Aconsellat pels dominics, va decidir d'instituir una nova congregació religiosa per tal d'organitzar el grup d'eremites: en 1405 va néixer la Congregació dels Eremites de Sant Jeroni, anomenada de Fiesole per distingir-la d'altres similars. Fou aprovada el mateix any pel papa Innocenci VII, que la posà sota la Regla de Sant Agustí.
Després, per rebre i atendre els pelegrins florentins que pujaven fins a Fiesole, especialment els dissabtes, va crear la Companyia de Sant Jeroni i encara, a l'hospital de Santa Maria della Scala, la Congregació de San Miquel Arcàngel, destinada a nens i aprovada el 1427. També va fundar convents de la congregació en altres ciutats, sobretot al centre i nord d'Itàlia. Va rebutjar repetidament les ofertes de Cosme de Mèdici d'engrandir l'eremitori de Fiesole, ja que considerava que era suficient i havia de viure-s'hi en la pobresa.
Va voler anar a Terra Santa i arribà a Venècia per embarcar-s'hi, però emmalaltí abans i hi morí el 15 de setembre de 1417. Fou enterrat a l'església de Santa Maria delle Grazie; la relíquia del seu crani es portà a San Gerolamo de Florència.
Venerat com a beat ja des del segle xv, la festa litúrgica del fundador se celebra el 15 de setembre.